# 가면라이더 액셀
가면라이더 액셀(일본어: 仮面ライダーアクセル 카멘라이다 아쿠세루[*])은 일본 토에이의 특수촬영 드라마 가면라이더 W의 등장하는 2호 라이더이다. 후토의 형사 테루이 류가 액셀 메모리를 액셀 드라이버에 삽입하여 변신하는 형태이다. 오토바이를 모델로 하고 있으며, 변신 상태에서 이동 시에는 별도의 바이크를 쓰지 않고 직접 바이크로 변신한다. 맥시멈 드라이브로는 공중에 회전킥을 날리는 액셀 글랜저, 엔진 블레이드로 A 모양의 참격을 가하는 A 슬래셔와 다이나믹 에이스가 있다.
아래는 액셀의 주요 가이아 메모리이다.
- 액셀 메모리(A / 빨간색)

"가속의 기억"을 담고 있는 가이아 메모리로, 바람이 일어날 정도의 초가속 능력과 오토바이같은 형태의 변형이 가능하게 만드는 능력을 갖추고 있다.
- 트라이얼 메모리(T / 파란색)

"도전의 기억"을 담고 있는 가이아 메모리로, 엑셀 트라이얼로 강화할 때 쓰이는 메모리이다. 맥시멈 드라이브 발동 시, 기술 사용이 성공적으로 완료된 후 음성이 나타난다.

## 바이크 폼
액셀이 오토바이 모습으로 변한 고속 이동 형태로, 기본적으론 액셀 단독으로 달리지만 더블을 태우거나 추가 장비를 장착할 수 있다.

## 액셀 트라이얼
"트라이얼 메모리"로 한단계 더 변신한 음속 가속 형태이자 액셀의 최강 형태이다. 트라이얼 메모리를 액셀 드라이버에 삽입한 후 대기음과 함께 신호등같이 액셀의 몸이 빨간색→노란색→파란색의 단계를 거치면서 전신의 장갑이 탈피해 변신을 완료한다. 몸의 기본 색깔은 파란색이며 눈 부분은 오렌지색. 필수적인 부분만을 제외한 불필요한 나머지 부분이 제거되어 방어력과 공격력이 기본 폼에 비해 월등히 낮아졌으나, 운동 성능은 비약적으로 상승하여 음속에 가까운 초고속으로 움직이는 것이 가능하다. 스피드한 육탄전이 특기이며 낮은 공격력을 커버하기 위해 빠른 스피드로 연속 공격을 하여 데미지를 축적시킨다. 맥시멈 드라이브는 트라이얼 메모리의 초시계를 가동시키고 동시에 최대로 가속하여 적에게 돌진해 T 형태로 초고속 킥을 적에게 날리는 머신건 스파이크(Machine Gun Spike)와 엔진 블레이드와 트라이얼 메모리를 병용하여 T 형태의 무수한 참격을 적에게 날리는 머신건 슬래셔(Machine Gun Slasher)이다.

## 같이 보기
- 테루이 류
- 가면라이더 더블